# Mircea Streinul
Mircea Streinul (n. 2 ianuarie 1910, Cuciurul Mare, Bezirk Czernowitz, Ducatul Bucovinei, Austro-Ungaria – d. 17 aprilie 1945, București, România) a fost un om de litere, antologator, editor de reviste, poet, prozator și translator român originar din Bucovina.

## Biografie

### Educație, anii tinereții
Mircea Streinul s-a născut în Cuciurul Mare din Ducatul Bucovina, Austro-Ungaria (astăzi în Ucraina, regiunea Cernăuți) în regiunea istorică românească a Bucovinei. Părinții săi au fost preotul ortodox român Gavril Streinul și soția sa Olimpia Streinul, născută Șandru.
A efectuat studiile primare în localitatea natală, iar între 1920 și 1928, a studiat la Liceul Aron Pumnul din Cernăuți (capitala regiunii Bucovina și sediul județului interbelic omonim), care era parte a României interbelice. A devenit membru al Societății Steluța, o organizație culturală dedicată culturii românești și editor al revistei școlare șapirografiate a liceului, Ecoul tinerimii. Cu alți trei colegi publică unicul număr al revistei Caietul celor patru. În 1929, urmând cariera tatălui, devine student la teologie al Universității Regele Carol I din Cernăuți, ale cărei cursuri le-a absolvit în 1934. Fiind student, a contribuit la publicațiile locale Tribuna, Spectatorul, Munca intelectuală, Evenimentul, Glasul Bucovinei și Junimea literară. A semnat și cu pseudonimele Andrei Pajeră, Ion Solaru, Mihu Sorin, Mircea Iconaru, Voinea Lunaru,  Al. Vorniceanu. A fost vicepreședintele Societății Scriitorilor Bucovineni. Între anii 1937-1938 a locuit în București, unde a editat ziarul Buna Vestire, oficios al Mișcării legionare. În anul 1940 a fost funcționar în Ministerul Propagandei. În ciuda afilierii sale legionare, Mircea Streinul a fost autorul prefaței cărții scriitorului evreu Paul Mihnea (Discipol Mihnea. Preludiu).
Mircea Streinul creează o poezie de încărcătură mitică, într-o viziune panteistă, obsedată de oniric, dominată de presimțământul morții, într-un vizionarism înrudit cu Rilke și Trakl. Goticul bucovinean al poeziei lui Mircea Streinul se desprinde dintr-o atmosferă de legendă medievală, impregnată fie în trăsăturile portretelor, de exemplu al lui Petru Cercel, cu „ochi trufaș de levantin”, fie în baladescul unora dintre poeme, cum este Fragmentarium din volumul Tarot sau Călătoria omului (1935).

## Operă literară

### Contribuții, colaborări literare
A fost un constant contributor la revistele Capricorn, Azi, Frize, Meșterul Manole, Gândirea, Universul literar, Revista Fundațiilor Regale și Vremea. A realizat o antologie de poezie, Poeți tineri bucovineni (1938) și a scris libretul operei lui Paul Constantinescu din 1938, Meșterul Manole. Împreună cu Ion Rosea, Gh. Antonovici, Neculai Pavel și George Drumur a înființat în 1931, gruparea Iconar, la Cernăuți, propunându-și să afirme în literatura bucovineană noi forme de artă. Ulterior, în 1934 înființează editura "Iconar" la Cernăuți. A fost redactor al revistei Iconar (împreună cu Liviu Rusu, Traian Brăileanu, Iulian Vesper și alții).

### Poezie în volume[4]
- Carte de iconar. Itinerar liric - poeme (1933),
- Itinerar cu anexe în vis.Cartea pământului - poeme (1934); premiul de poezie al Societății Scriitorilor  Români în 1935.

- Tarot sau Călătoria omului - poeme (1935),
- Divertisment. Câteva poezii pentru prieteni (1935),
- Zece cuvinte ale fericitului Francisc de Assisi - poeme (1935),
- Poeți tineri bucovineni (antologie), 1938
- Corbul de aur - poeme (1938).
- Opera lirică 1929-1939 - poeme alese din volumele anterioare (1939)
- Semne'n scuturi (versuri), 1937

### Proză[5]
- Aventura domnișoarei Zenobia Magheru - nuvelă - (1938),
- Ion Aluion - roman - (1938),
- Lupul din țara Huțulilor - roman - (1939)
- Guzli sau Tsu-Tsui - roman - (1939),
- Viața în pădure - roman - (1939),
- Romanul unui băiat de stradă (1940)
- Somnul negru (rescrierea lui Ion Aluion) (1941),
- Drama casei Timoteu - roman - (1941),
- Istoria literaturii române. Îndrumător pentru tineret. (în colaborare cu Dan C.  Pantazescu), 1941
- Prăvălia diavolului. Vol. I-II. - roman - (1942)
- Soarele răsare noaptea - roman - (1943)
- Oameni de noapte (1942)
- Băieți de fată - roman - (1944).

### Traduceri
- Luigi Pirandello, Deseară se improvizează. (teatru)
- Georg Trakl, Opere
- J. A. Cronin, Doamna cu garoafe. (roman)
- Gluck, Orfeu (în colaborare cu George Drumur), (operă)
- August Hinrichs, Motanul doamnei Katrin
- Hans Jaray, Ping-Pong

### Premii, recompense
A fost recompensat cu Premiul Societatea Scriitorilor Români în anul 1935.